# Каплюр, Оскар Фридрихович
Оска́р Фри́дрихович Каплю́р (эст. Oskar Kaplur; 1889—1962) — российский борец.  Чемпион Европы по греко-римской борьбе 1912 года. Выступал за олимпийскую сборную Российской империи на Олимпийских играх 1912 года в Стокгольме.

## Биография
Борьбой начал заниматься в 1905 году в Ревельском атлетическом и велосипедном клубе. Продолжал в спортивном обществе «Sanitas» (Санкт-Петербург).
До первой мировой войны Оскар Каплюр был одним из самых известных борцов Российской империи. На чемпионате мира 1911 года был пятым. На неофициальном чемпионате Европы 1912 года выиграл золото, победив в семи поединках. На чемпионате Санкт-Петербурга 1912 года тоже выиграл золото.
Вошёл в состав сборной Российской империи на Олимпийские игры в Стокгольме. Выступал в соревнованиях по греко-римской борьбе в категории до 67,5 кг. Выступление Каплюра было отмечено «Почётным призовым дипломом».
В октябре 1913 года выиграл, проходивший в Копенгагене, чемпионат Северной Европы в среднем весе.
В 1914 году одержал победу в полутяжёлой категории на Второй Всероссийской спортивной олимпиаде.
В 1914 году выехал в США, где тренировался со знаменитым профессиональным борцом Александром Абергом, а также победил чемпиона США в среднем весе Бёрнса. В том же году вернулся в Россию.
В 1915 году стал чемпионом России в тяжёлом весе, а также абсолютным чемпионом страны.
В 1922 году перебрался в Харбин, где присоединился к цирковой труппе Алексея Кельцева, выступая в образе «Таинственной Красной маски». 
В конце 1922 года окончательно переехал в Советскую Россию, где в течение длительного времени работал на различных должностях в области оборонной промышленности, был изобретателем. В частности, строил катера из «каплюрита», пластифицированной древесины, армированной металлической сеткой, для Главсевморпути.
В 1934 году Каплюр пострадал при испытаниях танкетки с 76-миллиметровой динамо-реактивной пушкой, когда в стволе орудия взорвался снаряд.
Умер в Москве в возрасте 73 лет.